# تنک ساید
تنک ساید (به انگلیسی: Tanc Sade) (زاده ۲۸ ژوئیهٔ ۱۹۸۰) بازیگر، کارگردان و نویسنده استرالیایی است. از فیلم‌های معروف او می‌توان به فیلم دزدیده شده، سکس و مرگ ۱۰۱ اشاره کرد.